# Sincerely, Brenda Lee
| Recensione | Giudizio |
| ---------- | -------- |
| AllMusic   | [ 1 ]    |

Sincerely, Brenda Lee è il sesto album di Brenda Lee, pubblicato dalla Decca Records nel febbraio del 1962. I brani del disco furono registrati al Bradley Film & Recording Studio di Nashville, Tennessee (Stati Uniti), nelle date indicate nella lista tracce.

## Tracce
Lato A
1. You Always Hurt the One You Love – 2:43 (Doris Fisher, Allan Roberts) – Registrato il 25 ottobre 1961
2. Lazy River – 2:16 (Sidney Arodin, Hoagy Carmichael) – Registrato il 26 ottobre 1961
3. You're Got Me Crying Again – 2:39 (Isham Jones, Charles Newman) – Registrato il 25 ottobre 1961
4. It's the Talk of the Town – 3:17 (Al J. Neiburg, Marty Symes, Jay Livingston) – Registrato il 25 ottobre 1961
5. Send Me Some Lovin' – 2:50 (John Marascalco, Lloyd Price) – Registrato il 26 ottobre 1961
6. How Deep Is the Ocean? (How High Is the Sky) – 3:02 (Irving Berlin) – Registrato il 20 maggio 1961

Lato B
1. I'll Always Be in Love with You – 2:29 (Bud Green, Herman Ruby, Sam H. Stept) – Registrato il 29 ottobre 1961
2. I Miss You So – 2:50 (Jimmy Henderson, Sydney Robin, Bertha Scott) – Registrato il 26 ottobre 1961
3. Fools Rush In – 2:35 (Johnny Mercer, Rube Bloom) – Registrato l'8 gennaio 1961
4. Only You – 2:54 (Buck Ram, Ande Rand) – Registrato il 26 ottobre 1961
5. Hold Me – 2:33 (Jack Little, David Oppenheim, Ira Schuster) – Registrato il 29 ottobre 1961
6. I'll Be Seeing You – 2:35 (Sammy Fain, Lloyd Price) – Registrato il 26 ottobre 1961

## Musicisti
A1, A3 e A4
- Brenda Lee - voce solista
- Hank Garland - chitarra
- Grady Martin - chitarra
- Floyd Cramer - pianoforte
- Sconosciuti - sezione strumenti ad arco
- Sconosciuti - sezione strumenti a fiato
- Harold Bradley - chitarra-basso
- Joseph Zinkan - contrabbasso
- John Greubel - batteria
- Anita Kerr Singers - accompagnamento vocale, cori

A2, A5, B2, B4 e B6
- Brenda Lee - voce solista
- Hank Garland - chitarra
- Grady Martin - chitarra
- Floyd Cramer - pianoforte
- Harold Bradley - chitarra-basso
- Joseph Zinkan - contrabbasso
- Sconosciuti - sezione strumenti ad arco
- Sconosciuti - sezione strumenti a fiato
- John Greubel - batteria
- Anita Kerr Singers - accompagnamento vocale, cori

A6
- Brenda Lee - voce solista
- Hank Garland - chitarra
- Grady Martin - chitarra
- Harold Bradley - chitarra
- Floyd Cramer - pianoforte
- Boots Randolph - sassofono
- Sconosciuti - sezione strumenti ad arco
- Joseph Zinkan - contrabbasso
- Buddy Harman - batteria
- Anita Kerr Singers - accompagnamento vocale, cori

B1 e B5
- Brenda Lee - voce solista
- Hank Garland - chitarra
- Grady Martin - chitarra
- Floyd Cramer - pianoforte
- Charlie McCoy - armonica
- Boots Randolph - sassofono
- Sconosciuti - sezione strumenti ad arco
- Harold Bradley - chitarra-basso
- Bob Moore - contrabbasso
- Buddy Harman - batteria
- Anita Kerr Singers - accompagnamento vocale, cori

B3
- Brenda Lee - voce solista
- Hank Garland - chitarra
- Grady Martin - chitarra
- Floyd Cramer - pianoforte
- Boots Randolph - sassofono
- Sconosciuti - sezione strumenti ad arco
- Sconosciuti - accompagnamento vocale, cori
- Harold Bradley - chitarra-basso
- Bob Moore - contrabbasso
- Buddy Harman - batteria